# Centre hospitalier de Perray-Vaucluse
Le centre hospitalier de Perray-Vaucluse, anciennement l’asile psychiatrique de Perray-Vaucluse, est un site hospitalier français, situé sur le territoire des communes d'Épinay-sur-Orge et de Sainte-Geneviève-des-Bois dans le département de l'Essonne en région Île-de-France.  
Au cœur du domaine de la Gilquinière, le centre hospitalier de Perray-Vaucluse abrite :
- l'Hôpital Perray-Vaucluse du GHU Paris Psychiatrie & neurosciences et ses 600 lits ;
  - l'EHPAD de Perray-Vaucluse ;
  - la Maison d'accueil spécialisée (MAS) de la Gilquinière ;
- l'Établissement public de santé Barthélémy Durand et ses 5 unités d’hospitalisation[1] ;
  - l'Institut de formation en soins infirmiers (IFSI) rattaché à l'université Paris-Saclay ;
- la Maison d'accueil spécialisée (MAS) des Jours Heureux ;
- et le centre d'hébergement et d'insertion du Bois de l'Abbé d'Emmaüs Solidarité.

Le Groupe Public de Santé Perray-Vaucluse a fusionné le 1er janvier 2019 avec le Centre hospitalier Sainte-Anne et l'Hôpital Maison Blanche pour créer le GHU Paris Psychiatrie & neurosciences, associé à l'université Paris-Cité et l'université Paris-Saclay.
Le 20 décembre 2019, le GHU Paris Psychiatrie & neurosciences enterine la vente d'une partie du terrain du site hospitalier à la commune de Sainte-Geneviève-des-Bois pour la construction du futur Centre de Consultation et de Soins Urgents (CCSU),.

## Historique
En décembre 1863, le département de la Seine fait l'acquisition d'un domaine de 125 hectares pour y bâtir un asile d'aliénés, qui est inauguré le 23 janvier 1869.  
L’implantation de l’asile, loin de tout, pose rapidement un problème d’accès aux visiteurs qui ne pouvaient arriver à destination qu’après une longue marche à travers forêt et campagne. Dès la fin de la guerre de 1870-1871, des pourparlers s’engagent entre la Compagnie du chemin de fer de Paris à Orléans et le département en vue d’obtenir la création d’une gare pour desservir l’asile. Ces tractations durent et font l’objet de négociations âpres et serrées. Le département de la Seine verse à la compagnie du PO la somme de 50 000 francs pour que tous les trains s’y arrêtent.  
Des bâtiments de type Haussmannien sont érigés entre 1865 et 1868 pour recevoir 600 lits adultes mixtes ainsi qu'une ferme. L'asile de Vaucluse est inauguré le 23 janvier 1869. 
La station de Perray-Vaucluse, du nom de l'asile de Perray-Vaucluse, ouverte uniquement aux voyageurs, est mise en service le 3 janvier 1881 par la compagnie du chemin de fer de Paris à Orléans. Comme convenu, elle est située à proximité de l'établissement et donne sur les bois, sans aucune installation. La gare est renommée Sainte-Geneviève-des-Bois, nom de la commune, dans les années 1930, 50 ans après sa mise en service. 
Laïcisé en 1885, l'établissement possédait sa chapelle, son amphithéâtre et son propre cimetière. Une crèche hospitalière est ouverte en 1969.
En décembre 2017, une Maison du patrimoine ouvre dans le domaine dans l'objectif de sauvegarder les archives et les objets d'époque. 
Le 20 juin 2018, le ministère des Solidarités et de la Santé donne son accord pour la construction du nouvel hôpital à Paris-Saclay, et par conséquent, la création de trois centres de consultations et de soins urgents (CCSU) à Longjumeau, Juvisy-sur-Orge et Sainte-Geneviève-des-Bois, sur le site de Perray-Vaucluse. 
Le 1er janvier 2019, le Groupe public de santé Perray-Vaucluse fusionne avec l'hôpital Sainte-Anne et l'établissement public de santé Maison Blanche pour créer le Groupe hospitalier universitaire Paris Psychiatrie & neurosciences.
Un centre d'hébergement Emmaüs Solidarité a été ouvert au sein de l'Hôpital de Perray-Vaucluse.
Le 25 janvier 2019, la Maison du patrimoine de Perray-Vaucluse ouvre ses portes aux habitants des communes de Sainte-Geneviève-des-Bois et d'Épinay-sur-Orge avec six conférences et des visites sur une journée. Elle est fermée en juillet 2019.
L'association Les Amis de Vaucluse désire conserver l'histoire de Perray-Vaucluse en créant un musée de la psychiatrie.[pertinence contestée]
Le secteur de la colonie pour les enfants, les pavillons, la crèche et l'anciens foyer situé rue Philippe PINEL  ont été vendus à l’EPS Barthélémy Durant par le GHU Paris.

## Avenir du site
Le 20 juin 2018, le ministère des Solidarités et de la Santé donne son accord pour la construction du nouvel hôpital à Paris-Saclay à l'horizon 2024, et par conséquent, la création de trois centres de consultations et de soins urgents (CCSU) à Longjumeau, Juvisy-sur-Orge et Sainte-Geneviève-des-Bois, sur le site de Perray-Vaucluse. Le CCSU de Sainte-Geneviève-des-Bois, dont le début des travaux est prévu mi-2020, sera destiné à devenir progressivement un « hôpital ambulatoire ».
Le 20 décembre 2019, la commune de Sainte-Geneviève-des-Bois annonce avoir signé avec le GHU Paris l'acte de vente du terrain où sera construit le futur Centre de Consultations et de Soins Urgents (CCSU). Ce CCSU aura pour objectif, selon la commune, de re-dynamiser le site de Perray-Vaucluse dans la perspective d'y créer d'un campus spécialisé dans la santé.

## Activité
En 2016, l'activité du centre hospitalier repose sur un effectif de 370 collaborateurs dont 19 médecins, 40 lits, 156 places médico-sociales et un Institut de Formation en Soins Infirmiers rattaché à l'université Paris-Saclay.  

### Institut de Formation en Soins Infirmiers

#### Présentation
Les trois bâtiments de l'Institut de Formation en Soins Infirmiers d'Épinay-sur-Orge sont situés au cœur des 125 hectares du site de l'hôpital. 
Rattaché à l'université Paris-Saclay, l'Institut de Formation en Soins Infirmiers accueille plus d'une centaine d'étudiants dont 67 sur la plateforme Parcoursup depuis 2019 ainsi que 13 places en formation professionnelle continue. La bibliothèque située dans le bâtiment Marronniers de l'IFSI propose plus de 4 000 ouvrages et 16 postes informatiques à destination des étudiants. 

#### Histoire
La formation des infirmières à Épinay-sur-Orge remonte à 1920. La formation en soins infirmiers se structure progressivement avec l’ouverture dès 1955 d’un centre de formation. Le 10 mai 1978, le centre de formation des élèves infirmiers de secteur psychiatrique est agréé par l'État dans l'objectif d'assurer la formation de 50 élèves. 
Il devient un Institut de Formation en Soins Infirmiers (IFSI) en 1992. L'Institut de Formation en Soins Infirmiers du Perray est habilité depuis 2002 à accueillir 100 étudiants par promotion, en étant rattaché à l'université Paris-Saclay.
En décembre 2022, l'école d'infirmières d'Épinay-sur-Orge (IFSI du Perray) est racheté par l’Établissement public de santé Barthélémy Durand et deviendra l'IFSI Barthélémy Durand au 1er janvier 2023. Il reste rattaché au département universitaire des formations en sciences infirmières (DUFSI) de l'université Paris-Saclay, au même titre que l'IFSI d'Étampes auquel il est désormais associé.

## Accès
Le centre hospitalier de Perray-Vaucluse et son domaine de 125 hectares sont desservis par la ligne C du RER via la gare de Sainte-Geneviève-des-Bois étant face à l'entrée de l'établissement. 
L'arrêt de bus Le Breuil de la ligne 116 est située à proximité de l'ancienne entrée principale côté Épinay-sur-Orge. Les arrêts de bus Résidence de la ligne DM6B et Médéric Péri de la ligne DM6A sont situés à proximité de l'hôpital, sur la commune de Villiers-sur-Orge.